# Cydia vallesiaca
Cydia vallesiaca is een vlinder uit de familie bladrollers (Tortricidae). De wetenschappelijke naam is voor het eerst geldig gepubliceerd in 1968 door Sauter.
De soort komt voor in Europa.